# 武川佳海
武川 佳海（たけかわ よしみ、1882年（明治15年）2月 - 没年不明）は、日本の判事。従四位勲三等。下妻区裁判所監督判事兼水戸地方裁判所下妻支部部長。
息子は音楽評論家の武川寛海、孫はゴダイゴのメインボーカル、タケカワユキヒデ（本名：武川行秀）。族籍は福島県士族。

## 来歴
福島県・武川重信の長男として生まれる。1906年（明治39年）に明治大学卒業後、判事検事登用試験に合格。1912年（大正元年）、任判事東京地方兼同区沼津区・静岡地方兼同区・宇都宮地方各裁判所判事、宇都宮栃木各区裁判所監督判事、東京区裁判所兼民事地方裁判所判事を歴任。1940年（昭和15年）3月、下妻区裁判所監督判事兼水戸地方裁判所下妻支部部長に就任。

## 人物
趣味は謡曲・俳句。宗教は神道。